# Wasserzweckverband
Ein Wasserzweckverband oder ein Abwasserzweckverband (fachsprachlich abgekürzt: WZV bzw. AZV) ist nach deutschem Landesrecht ein Zusammenschluss von Gemeinden zu einem Zweckverband, der diesen die zum Bereich der kommunalen Selbstverwaltung zählende Aufgabe abnimmt, die Wasserversorgung, den Hochwasserschutz, die Gewässerunterhaltung oder die Abwasserbehandlung zu organisieren. Die gemeinsame Organisation dieser Aufgabe kann notwendig werden, um die angemessene Auslastung eines Klärwerks zu erreichen oder um die Wasserversorgung der Kommune über die Kapazität der eigenen Wassergewinnungsanlagen hinaus sicherzustellen oder einen wirkungsvollen Schutz vor Hochwässern zu erreichen. Auch die Unterhaltung von Fließgewässern ist bzw. kann Aufgabe eines Wasser(zweck)verbandes sein. 
Gerade in Ballungsräumen wie dem Ruhrgebiet oder dem Rhein-Main-Gebiet kann die krisensichere Beschaffung einer ausreichenden Menge an Trinkwasser zu einer komplexen Aufgabe werden, die den Bau eines Netzes von Fernleitungen und eine vielfache Verflechtung von Zweckverbänden erfordert. 
Ein Zweckverband ist nicht zu verwechseln mit einem durch Bundesrecht geregelten Wasser- und Bodenverband.

## Ziele
- Wasserversorgung
  - Trinkwasserversorgung
  - Brauchwasserversorgung
- Abwasserbehandlung und Abwasserableitung (Kanalbetrieb)
  - Abwasserreinigung
  - Regenwasserentsorgung
- Hochwasserschutz
- Gewässerunterhaltung

## Organe
Organe des Zweckverbandes sind die Verbandsversammlung und der Verbandsvorstand.
Mitglieder des Zweckverbandes sind die Gemeinden bzw. Städte, die in der Verbandsversammlung jeweils von gewählten oder bestimmten Gemeinderatsmitgliedern repräsentiert werden. Die Verbandsversammlung wählt in der Regel die Mitglieder des Verbandsvorstands, den Verbandsvorsteher (oder -vorsitzenden) und seinen Stellvertreter.

## Verwaltung
- Verbands-Vorsitzender
- Verbandsingenieur
- Wassermeister
- Wasser- oder Stauwärter

Kleinere Zweckverbände verzichten mitunter auch auf eigenes Personal und bedienen sich des Personals einer oder mehrerer Mitgliedsgemeinden zur Erfüllung der Aufgaben. Die entsprechende Gemeinde erhält dann vom Verband einen Verwaltungskostenbeitrag. Als Zwischenform werden einige, vor allem administrative Aufgaben, für welche sich eigenes Personal nicht lohnt wie die Lohnabrechnung, von einer Mitgliedsgemeinde erledigt, während die operativen Kernaufgaben von eigenen Mitarbeitern beispielsweise Klärwärtern, durchgeführt werden.
Ebenso existiert bei kleineren Zweckverbänden oft kein hauptamtlicher Verbandsvorsitzender. Diese Funktion wird oft vom Bürgermeister einer Mitgliedsgemeinde wahrgenommen.

## Satzungen
- Verbands-Satzung
- Beitrags- und Gebühren-Satzung
- Entschädigungs-Satzung